# Wolfgang Geier (Historiker)
Wolfgang Geier (* 15. Juli 1937; † 24. Dezember 2023) war ein deutscher Kultursoziologe.

## Leben
Wolfgang Geier studierte Philosophie und Soziologie an der Universität Jena. Von 1973 bis 1981 arbeitete er als wissenschaftlicher Mitarbeiter, später als stellvertretender Abteilungsleiter bei Walter Friedrich am Zentralinstitut für Jugendforschung an der Universität Leipzig, wo er sich 1980/81 habilitierte. Zunächst wissenschaftlicher Oberassistent, wirkte Geier ab 1982 bis 2001 als Dozent an der Universität Leipzig, wo er den Aufbau des Instituts für Kulturwissenschaften verantwortete. 2000 wurde er zum Gastprofessor an der Fakultät für Kulturwissenschaften an der Alpen-Adria-Universität Klagenfurt ernannt, wo er bis 2014 wirkte und dort den Studiengang Angewandte Kulturwissenschaft miteinführte.
Zu seinen Forschungsgebieten gehörten neben der Geschichte der Kulturauffassungen und Kulturwissenschaften die Geschichte Ost- und Südosteuropas, darunter insbesondere die Sozial- und Kulturgeschichte der Juden und Roma in Europa sowie die Beziehungen zwischen Russland und Europa. Zudem hielt er regelmäßig Vorträge sowie Vorlesungsreihen zur Kultur- und Religionsgeschichte, Kulturtheorie und Kultursoziologie (mit Schwerpunkt Süd-, Südosteuropa) unter anderem an der Volkshochschule Leipzig, im Ariowitsch-Haus in Leipzig sowie bei der Rosa-Luxemburg-Stiftung Sachsen.
Wolfgang Geier war einer der Gründer der Gesellschaft für Kultursoziologie und der Leipziger fachwissenschaftlichen Zeitschrift Kultursoziologie, deren redaktionelle Leitung er von 1992 bis 2017 in Zusammenarbeit mit der Rosa-Luxemburg-Stiftung Sachsen, später WeltTrends Berlin innehatte.
Er war Mitglied des Rosa-Luxemburg-Vereins, der Akademie gemeinnütziger Wissenschaften zu Erfurt sowie der Österreichischen Gesellschaft für Wissenschaftsgeschichte. 2005 war er Mitbegründer der Wieser Enzyklopädie des europäischen Ostens (WEEO).

## Veröffentlichungen
- Südosteuropa-Wahrnehmungen. Reiseberichte, Studien und biographische Skizzen vom 16. bis zum 20. Jahrhundert. Wiesbaden 2006.
- Russische Kulturgeschichte in diplomatischen Reiseberichten aus vier Jahrhunderten. Wiesbaden 2004.
- Bulgarien zwischen West und Ost vom 7. bis 20. Jahrhundert. Sozial- und kulturhistorisch bedeutsame Epochen, Ereignisse und Gestalten. Wiesbaden 2001.
- Zeitbrüche im Osten. Ansätze vergleichender sozial- und kulturwissenschaftlicher Forschungen. Wiesbaden 1995.
- Standpunkte und Ergebnisse marxistisch-leninistischer Auseinandersetzung mit der bürgerlichen Jugendforschung in der BRD. Eine philosophisch-soziologische Studie. Leipzig 1979.
- Jugendklubs und sozialistische Lebensweise. Leipzig 1977.
- Zu einigen Aspekten der Rolle des sozialistischen Fernsehens bei der zunehmenden Vergesellschaftung des Kunstprozesses. (Forschungsbericht). Berlin 1972.
- Juden in Europa. Historische Skizzen aus zwei Jahrtausenden (= Wieser Enzyklopädie des europäischen Ostens. Band 9/1). Klagenfurt 2012.
- Roma im Osten Europas. Sozial- und kulturgeschichtliche Skizzen aus fünf Jahrhunderten (= Wieser Enzyklopädie des europäischen Ostens. Band 9/2). Klagenfurt 2014, ISBN 978-3-99029-078-1.
- Östlich des 15. Längengrades. Essays zur Geschichte Ostmittel-, Ost- und Südosteuropas (= Wieser Enzyklopädie des europäischen Ostens. Band 20/1). Klagenfurt 2016.
- Europäer und Russen. Wahrnehmungen aus einem Jahrtausend (= Wieser Enzyklopädie des europäischen Ostens. Band 20/2). Klagenfurt 2018, ISBN 978-3-99029-263-1.
- Südosteuropa. Kulturhistorische Skizzen (= Wieser Enzyklopädie des europäischen Ostens. Band 20/3). Klagenfurt 2020.
- Panslawismus (= Wieser Enzyklopädie des europäischen Ostens. Band 20/4). Klagenfurt 2022, ISBN 978-3-99029-535-9.